# 30137 Sherryshaffer
30137 Sherryshaffer è un asteroide della fascia principale interna. Scoperto nel 2000, presenta un'orbita caratterizzata da un semiasse maggiore pari a 2,155002 UA e da un'eccentricità di 0,126635, inclinata di 1,997143° rispetto all'eclittica.